# Крістіан Марті
Крістіан Марті (нім. Christian Marti; 29 березня 1993, Бюлах, Швейцарія) — швейцарський хокеїст, захисник, виступає з 2016 у клубі ЦСК Лайонс (Національна ліга А).

## Ігрова кар'єра
Вихованець ХК «Клотен Флаєрс» в якому виступав за юнацькі команди з 2006 року. У сезоні 2011/12 років дебютує в основному складі ХК «Клотен Флаєрс» проводить 41 матч та набрав два очка (дві результативні передачи), у плей-оф провів п'ять матчів. Сезон 2012/13 років провів у QMJHL у клубі «Бленвіль-Бойсбраянд Армада» зігравши у регулярному чемпіонаті 46 матчів, набрав 14 очок (5 + 9), у плей-оф 15 матчів та чотири очка (1 + 3).
З сезону 2013/14 років виступає за клуб НЛА ХК «Серветт-Женева». У регулярному сезоні провів 50 матчів, набрав 12 очок (4 + 8), у плей-оф 12 матчів та 5 очок (1 + 4).
1 травня 2015 року підписав контракт з клубом НХЛ «Філадельфія Флаєрс».

## На рівні збірних
Виступав у складі збірної Швейцарії U18 на чемпіонаті світу 2011 року. У складі молодіжної збірної виступав на чемпіонатах світу 2012 та 2013 років.

## Досягнення та нагороди
- Володар Кубка Шпенглера у складі Женева-Серветт — 2013, 2014.